# بوزکندورف
بوزکندورف (به آلمانی: Böseckendorf) یک منطقهٔ مسکونی در آلمان است که در تایشتونگن واقع شده‌است. بوزکندورف ۲۵۲ نفر جمعیت دارد.